# Pauline Clarke
Anne Pauline Clarke (* 19. Mai 1921, Kirkby-in-Ashfield, Nottinghamshire, England; † 23. Juli 2013 in Bottisham, Cambridgeshire) war eine britische Journalistin und Kinderbuchautorin.

## Leben
Pauline Clarke kam 1921 in Kirkby-in-Ashfield in Nottinghamshire zur Welt. Sie besuchte Schulen in London und Colchester. Bis 1943 studierte sie am Somerville College in Oxford Englisch. Später arbeitete sie Journalistin unter anderem für Kinderzeitschriften. Sie wurde bekannt durch das Kinderbuch Die Zwölf vom Dachboden (Englisch The Twelve and the Genii) und entschloss sich, freischaffende Autorin zu werden. Bei der Verleihung des Deutschen Jugendbuchpreises 1968 am 26. Juni 1968 in Hamburg erhielten Die Zwölf vom Dachboden den Preis für das beste Kinderbuch. 1969 heiratete sie Peter Hunter Blair, einen Historiker, und lebte mit ihm in Cambridge. 1984 half sie nach dessen Tod 1982 bei der Herausgabe eines seiner Werke und schrieb 1999 ihren ersten Roman für Erwachsene, The Nelson Boy, in dem sie versuchte sorgsam die Kindheit Horatio Nelsons zu skizzieren. Diesem Band folgte ein weiteres über seine frühen Reisen.

## Auszeichnungen
- 1963: Carnegie Medal
- 1963: Lewis Carroll Shelf Award
- 1968: Deutscher Jugendbuchpreis

## Werke
In deutscher Übersetzung
- Die Zwölf vom Dachboden. (Originaltitel: The twelve and the genii) Deutsche Übersetzung von Sybil Gräfin Schönfeldt u. Maria Torris. Illustrationen: Cecil Leslie. Dressler, Berlin 1967.
- Die liebsten Räuber der Welt. (Originaltitel:  The Robin Hooders) Deutsche Übersetzung von Sybil Gräfin Schönfeldt u. Maria Torris. Illustrationen: Cecil Leslie. Dressler, Berlin 1971.
- Drei Kinder und der Fremde. (Originaltitel:  The two faces of Silenus) Deutsche Übersetzung von Annemarie Honerkamp u. Maria Torris. Illustrationen: Cecil Leslie. Dressler, Berlin 1973, ISBN 3-7915-0313-8

als Helen Clare
- Five Dolls in a House (1953)
- Five Dolls and the Monkey (1956)
- Five Dolls in the Snow (1957)
- Five Dolls and Their Friends (1959)
- Five Dolls and the Duke (1963)
- Merlin's Magic (1953)
- Bel the Giant and Other Stories, illustrated by Peggy Fortnum (1956) (republished as The Cat and the Fiddle and Other Stories), illustrated by Ida Pellei (1968)
- Seven White Pebbles, illustrated by Cynthia Abbott,(1960)

als Pauline Clarke
- The Pekinese Princess (1948)
- The Great Can (1952)
- The White Elephant (1952)
- Smith's Hoard (1955) also published as Hidden Gold (1957) and as The Golden Collar (1967)
- Sandy the Sailor (1956)
- The Boy with the Erpingham Hood (1956)
- James the Policeman (1957)
- James and the Robbers (1959)
- Torolv the Fatherless (1959)
- The Lord of the Castle (1960)
- The Robin Hooders (1960)
- Keep the Pot Boiling (1961)
- James and the Smugglers (1961)
- Silver Bells and Cockle Shells (1962)
- The Twelve and the Genii (1962) also published as The Return of the Twelves (1964)
- James and the Black Van (1963)
- Crowds of Creatures (1964)
- The Bonfire Party (1966)
- The Two Faces of Silenus (1972)

als Pauline Hunter Blair
- Anglo-Saxon Northumbria, Variorum by Peter Hunter Blair  (Hg. mit Michael Lapidge) (1984)
- The Nelson Boy: An Imaginative Reconstruction of a Great Man's Childhood (1999)
- A Thorough Seaman: The Ships' Logs of Horatio Nelson's Early Voyages Imaginatively Explored (2000)
- Warscape (2002)
- Jacob's Ladder (2003)